# St. Martin (Unterkirchberg)

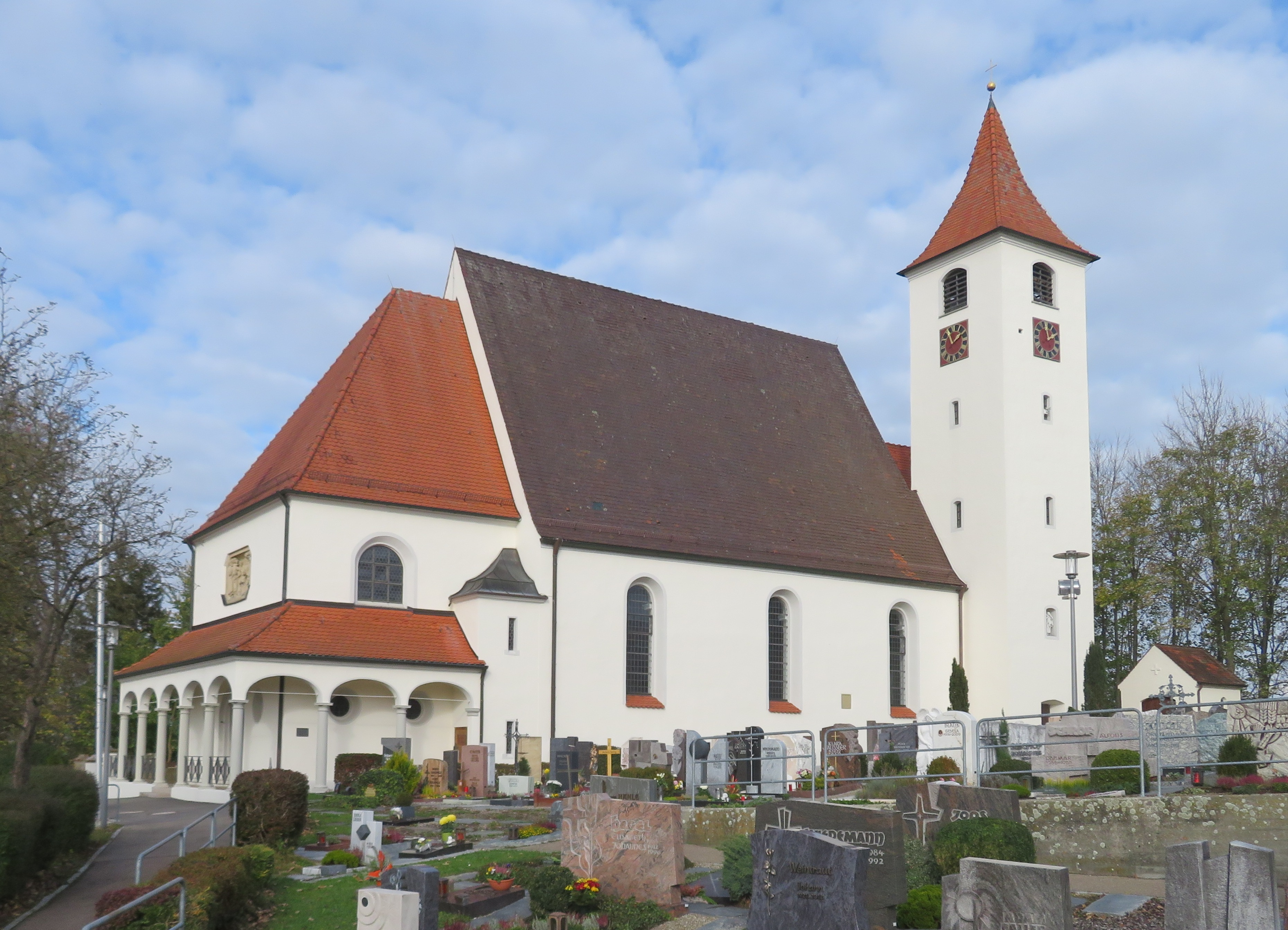
Pfarrkirche St. Martin mit Friedhof

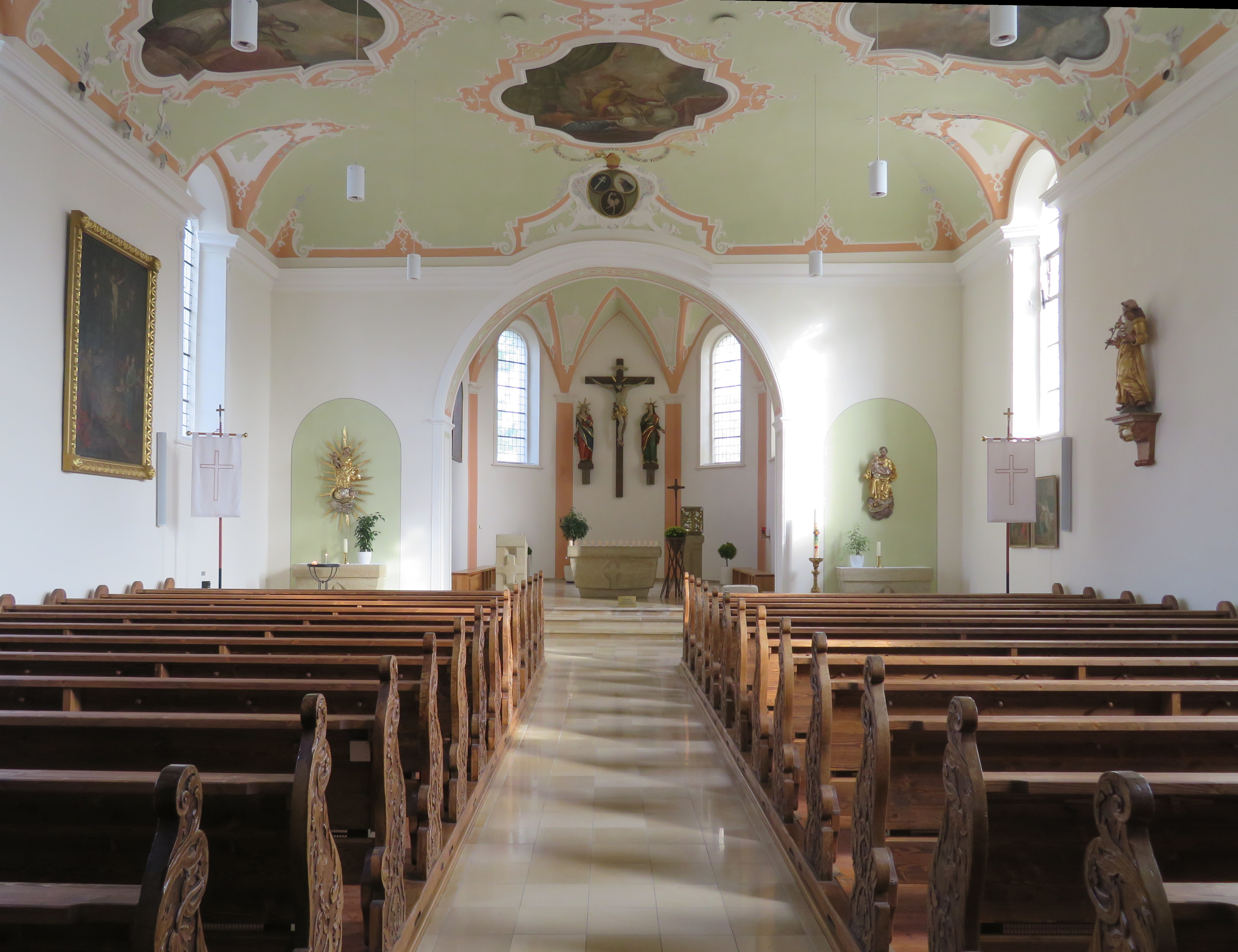
Blick zum Chor

Die Kirche St. Martin ist eine römisch-katholische Pfarrkirche in Unterkirchberg, einem Teilort der Gemeinde Illerkirchberg im östlichen Alb-Donau-Kreis. Sie gehört zum Dekanat Ehingen-Ulm in der Diözese Rottenburg-Stuttgart. Die im Jahr 1517 erbaute Kirche ist dem Heiligen Martin von Tours geweiht; das Patronatsfest wird daher am 11. November gefeiert.

## Lage
Die Martinskirche steht weithin sichtbar in exponierter Lage auf einem Hügel im Nordosten des Ortes. Der Hügel fällt nach Osten hin steil zur Iller ab. Die Kirche ist über zwei Treppenaufgänge von Osten und von Westen her erreichbar; außerdem führt eine Straße zur Kirche. Um das Kirchengebäude angeordnet ist der Friedhof. Zum Kirchengelände gehören außer der 1987 erbauten Aussegnungshalle auch die ehemalige Leichenhalle aus dem Jahr 1954 sowie ein Kriegerdenkmal zum Andenken an die Gefallenen der beiden Weltkriege.
Der Friedhof ist im Norden, Osten und Süden mit einer Mauer umgeben, die teilweise in Backsteinbauweise ausgeführt ist.

## Geschichte

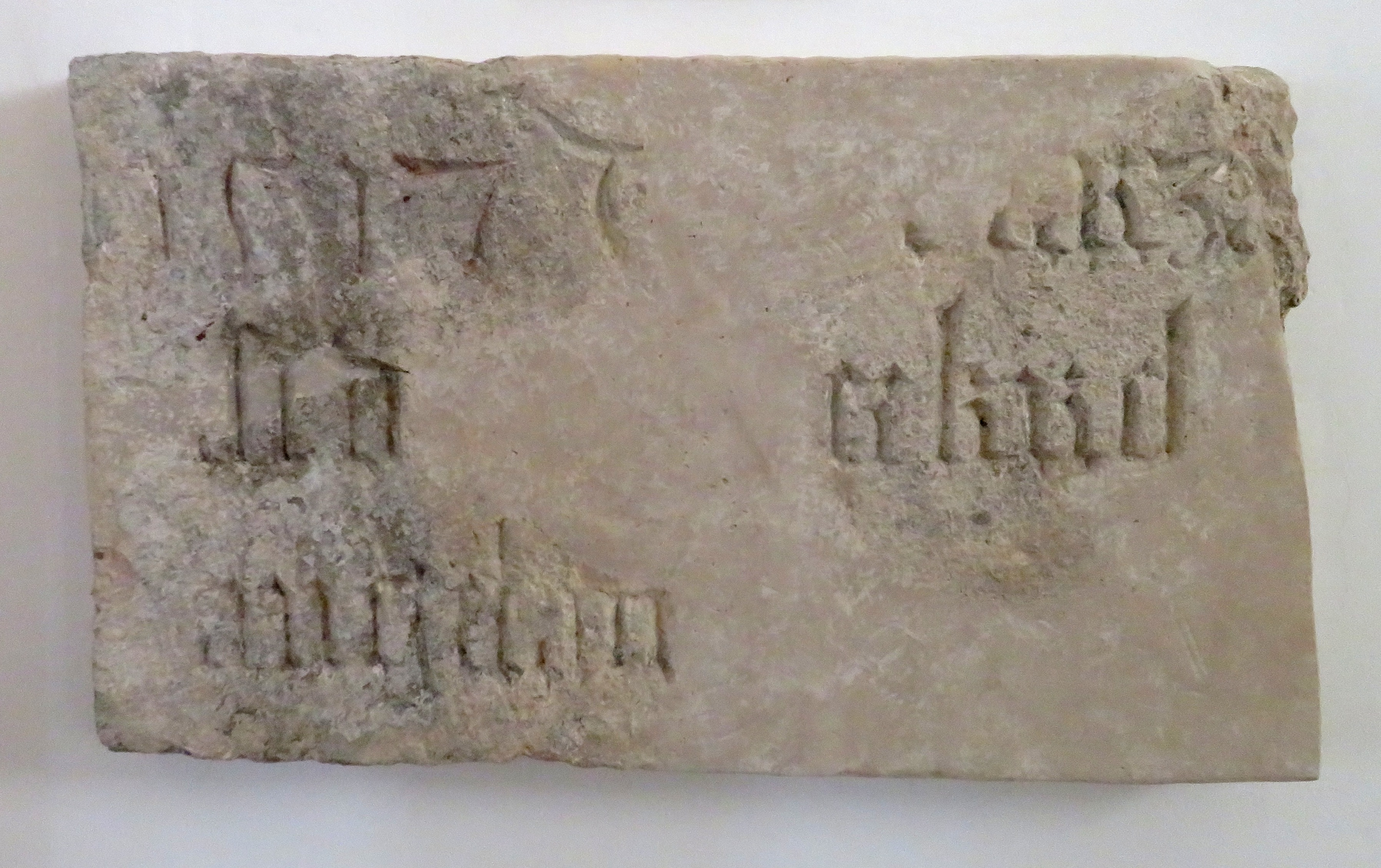
„Gründungsstein“ aus dem Jahr 1517

Bereits im Jahr 1194 gehörte ein Vorgängerbau der Martinskirche zum Kloster Wiblingen.
Mit dem Bau der heutigen Kirche wurde im Jahr 1517 unter dem Wiblinger Abt Georg Hacker, der aus Unterkirchberg stammte und dort zuvor 13 Jahre lang Pfarrer gewesen war, begonnen. Ein Gründungsstein aus Kalkstein mit der nicht mehr vollständig lesbaren Inschrift „1517 im März ist diese Kirch angefangen“ war ursprünglich in der westlichen Giebelwand der Kirche eingemauert, wurde jedoch 1913 bei Erweiterungsarbeiten in die nördliche Friedhofsmauer am Durchgang zum Treppenaufgang eingelassen. Im Jahr 2016 wurde dieser „Gründungsstein“ in den Vorraum der Kirche beim Westeingang versetzt und wird seither dort mit einem Erläuterungstext präsentiert.
Der Kirchenneubau wurde im gotischen Baustil noch ohne Kirchturm errichtet. Im Jahr 1552 wurde das von Soldaten stark verwüstete Gebäude wiederhergestellt. Wesentliche Änderungen erfolgten auf Veranlassung des Paters Antonius Weickmann 1731 bei einer umfassenden Restaurierung des Innenraumes. Im Zuge dieser Maßnahmen wurde auch die alte Holzdecke durch eine aus Gips ersetzt, die dann mit Deckenmalereien und Stuckarbeiten ausgeschmückt wurde.
Auf Veranlassung von Pater Meinradus Hamberger wurde im Jahr 1784 auf der Südseite des Gebäudes ein Kirchturm angebaut. Bis dahin waren die Kirchenglocken in einem gesonderten (nicht erhaltenen) Glockenhaus untergebracht, das etwa 30 Schritte von der Kirche entfernt stand.
Unter Pfarrer Amandus Storr musste die Kirche im Jahr 1800 nach einem Überfall französischer Soldaten erneut Instand gesetzt werden; sie erhielt ein neues Pflaster, es wurden neue Beichtstühle aufgestellt und Altäre ausgetauscht. Im Zeitraum zwischen 1799 und 1818 wurden zahlreiche Ölgemälde neu angeschafft.
Die letzte bauliche Veränderung erfolgte 1913 durch einen Anbau auf der Westseite, durch den der Kirchenraum vergrößert und eine Empore eingebaut werden konnte. Als bei diesen Arbeiten die westliche Wand des Gebäudes durchbrochen werden musste, wurde der Gründungsstein aus dem Jahr 1517 freigelegt. Zur Abstützung der Überdachung des neuen Eingangsbereiches wurden mehrere Säulen errichtet. Die bauliche Entwicklung lässt sich heute – auch aufgrund der unterschiedlichen Farbgebung der Dächer – deutlich am äußeren Erscheinungsbild der Kirche ablesen.
In den Jahren 2014 und 2015 erfolgte eine umfassende Innen- und Außenrenovierung der Kirche.

## Baubeschreibung

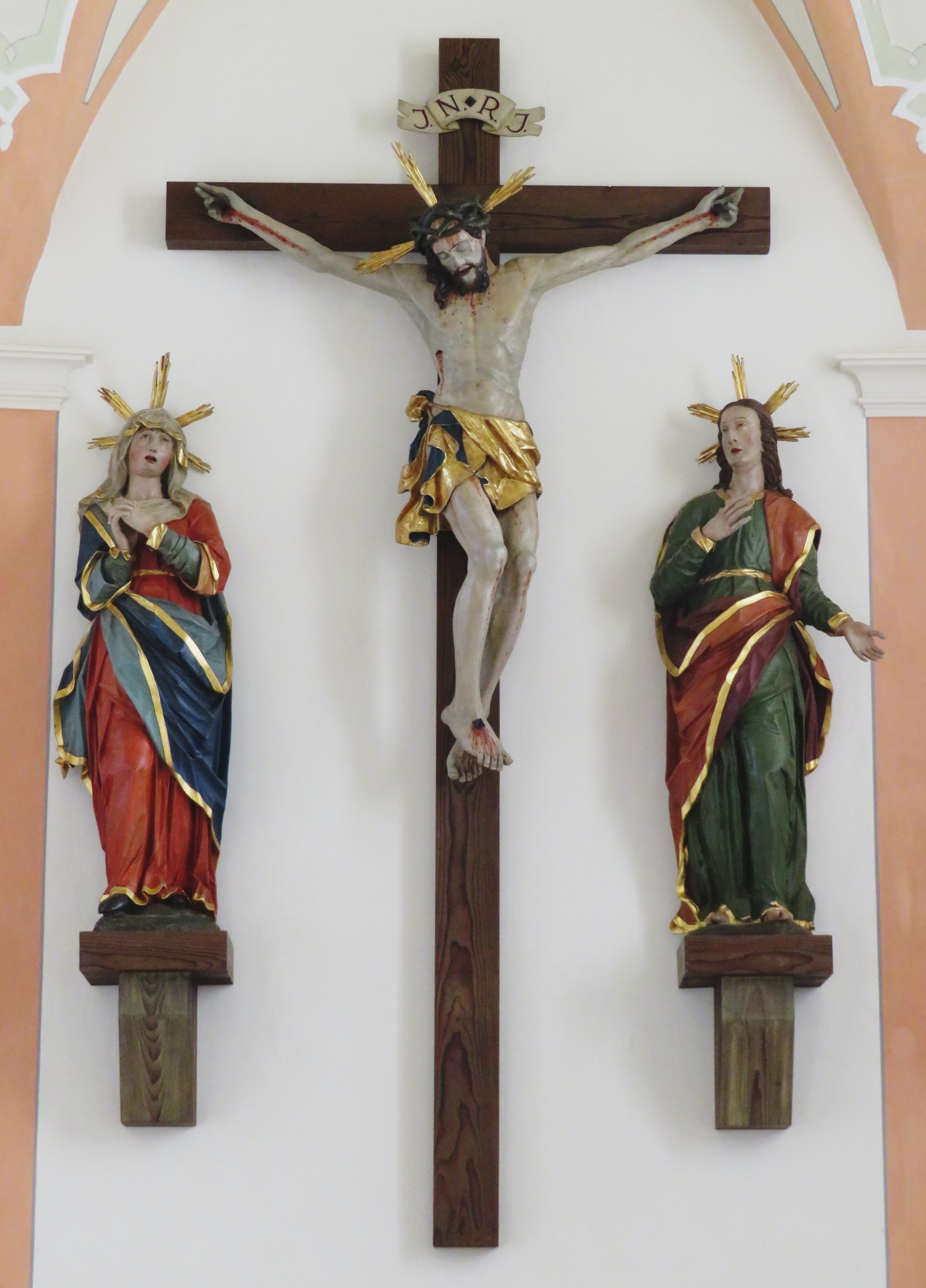
Kreuzigungsgruppe im Chor

Die Martinskirche ist eine einschiffige Saalkirche mit freitragender Decke. Das Gebäude wurde in Ost-West-Richtung gebaut, der Chor ist geostet. Das Kirchenschiff trägt ein hohes steiles Satteldach, während der Chor und der moderne Anbau im Westen niedriger sind.
Der Haupteingang der Kirche liegt im Westen. Durch einen kleinen Vorraum, der auch als Windfang dient, gelangt man direkt in das Kirchenschiff. Über dem Eingangsbereich befindet sich die Empore mit der Orgel, sowie Gemälden und einem großen hölzernen Kruzifix. An der Brüstung der Empore sind 13 Reliefs mit Darstellungen von Jesus Christus und den zwölf Aposteln zu sehen. Zwischen den beiden Aufgängen zur Empore liegt ein Wandelgang.
Durch eine Öffnung mit einem Rundbogen ist das Kirchenschiff mit dem Chor verbunden, der mit einem Dreiachtelschluss ausgebildet ist. Vom Chor aus gelangt man in die Sakristei. Auf der linken Seite des Rundbogens befindet sich der Marienaltar mit einer Strahlenkranzmadonna, auf der rechten Seite der Josefsaltar. Beide Altäre werden optisch durch dieselbe hellgrüne Hintergrundfarbe betont, die auch die Deckengemälde umgibt, während die Seitenwände der Kirche in der Farbe Weiß gehalten sind.
Das Kirchenschiff und die Empore enthalten rund 500 Sitzplätze.
Der viereckige Kirchturm ist 26 Meter hoch und überragt die Kirche nur um wenige Meter.

## Innenausstattung
Die Innenausstattung der Martinskirche ist nach der aktuellen Renovierung schlicht und modern. Von dem barockisierten Zustand des 18. Jahrhunderts zeugen noch die Deckengemälde, der Régence-Stuck mit dem Klosterwappen, die Kreuzigungsgruppe im Chor und die Gemälde des Weißenhorner Malers Konrad Huber.

### Deckengemälde

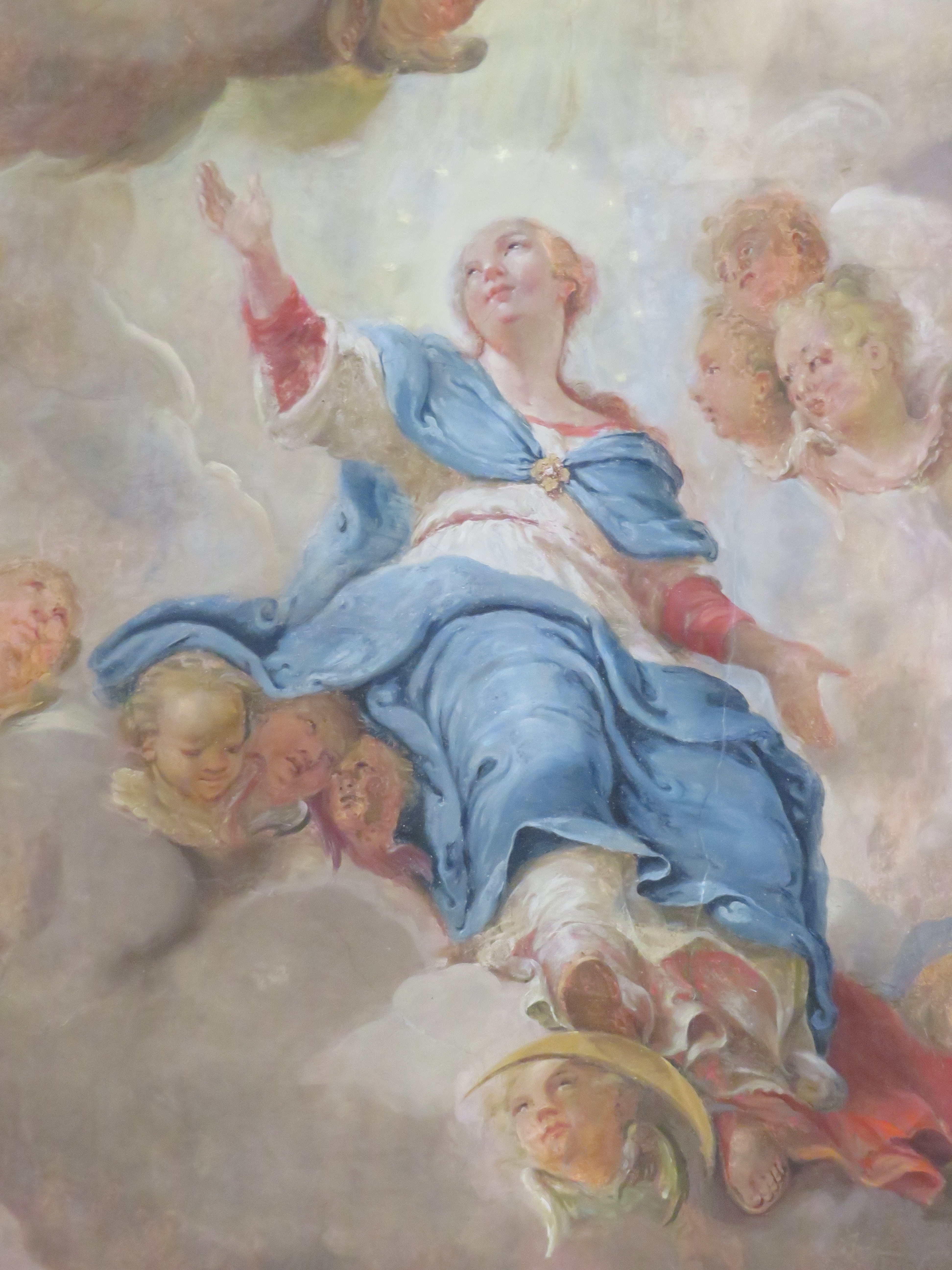
Ausschnitt aus dem zentralen Deckengemälde Aufnahme Mariens in den Himmel des Rottweiler Malers Jakob Christoph Achert

Die Deckengemälde schuf im Jahr 1731 der Rottweiler Maler Jakob Christoph Achert.
Direkt über dem Chorbogen sind drei Wappen als zusammenhängende Gruppe dargestellt. Die Mohrin mit Mitra stammt aus dem Wappen der Fugger von Kirchberg und Weißenhorn. Der Vogel Strauß mit einem Hufeisen im Schnabel ist das Wappentier des Kirchenerbauers Georg Hacker, Abt des Klosters Wiblingen. Das Doppelkreuz ist das Wappen des Klosters Wiblingen.
Das zentrale Deckengemälde im Kirchenschiff ist Maria gewidmet. Es stellt die Aufnahme Mariens in den Himmel dar. Auf einer Wolke getragen schwebt Maria zum Himmel. Um dieses Hauptbild gruppieren sich sechs weitere Gemälde mit Heiligendarstellungen:
- Über dem Mittelgang, vor der Empore: Benedikt von Nursia.
- Über dem Mittelgang, vor dem Chorbogen: Martinus als Bischof
- Auf der Südseite, bei der Empore: Itha von Toggenburg
- Auf der Südseite, beim Chor: Franz von Sales
- Auf der Nordseite, bei der Empore: Katharina von Alexandria
- Auf der Nordseite, beim Chor: Johannes Nepomuk

Im Chor befinden sich zwei weitere Deckengemälde. Das größere von ihnen stellt die Anbetung des Eucharistischen Sakraments durch die zur Zeit der Entstehung des Gemäldes bekannten Kontinente Europa, Afrika, Amerika und Asien dar. Das kleinere Bild ist eine Darstellung Gott Vaters.

### Statuen

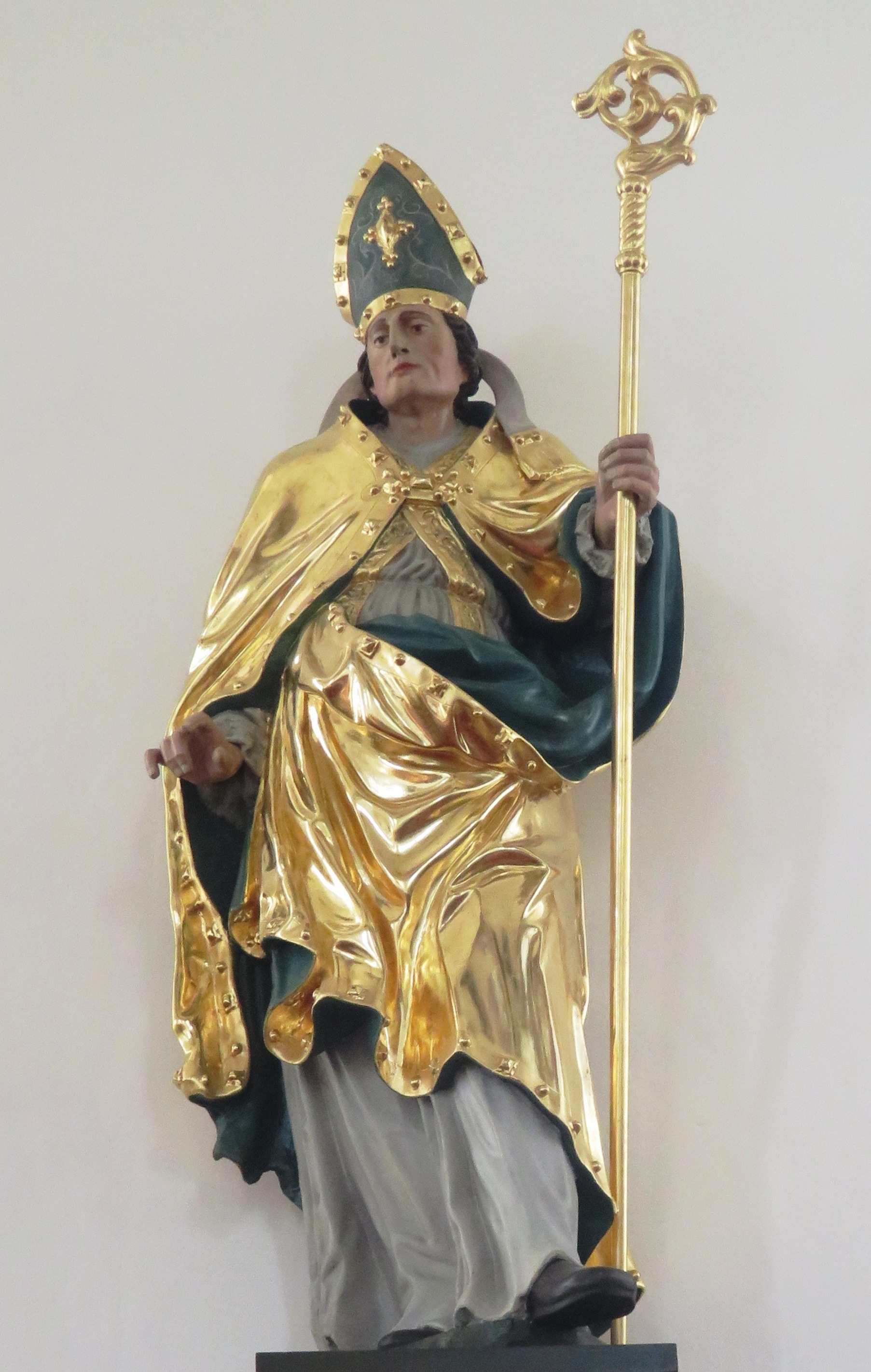
Bischof Martin von Tours, der Namenspatron der Kirche

Die Kreuzigungsgruppe im Chorraum entstand um 1700. Die Christusfigur selbst war jedoch so stark beschädigt, dass sie 1952/1953 ausgetauscht wurde. Die jetzige Figur ist eine Kopie des Christus der Friedhofskapelle in Söflingen.
Die Marienstatue am Marienaltar links des Chorbogens wurde 1729 in der Holzbildhauerwerkstätte Hops in Mietingen hergestellt. Sie wurde später mit einem Strahlenkranz verstärkt.
Die Josefsfigur am Josefsaltar rechts des Chorbogens stammt aus neuerer Zeit. Die Statue des heiligen Antonius (an der südlichen Wand des Kirchenschiffs) entstand um 1750. Sie wurde ebenso wie die Figur des heiligen Martin mit Bischofsstab (auch an der südlichen Wand) und des heiligen Benedikt (an der nördlichen Wand) in der Holzbildhauerwerkstatt des Klosters Wiblingen angefertigt.
Auf der Empore befindet sich ein großes hölzernes Kruzifix aus der Werkstatt des Mietinger Holzbildhauers Johannes Hops, das im Jahr 1731 entstand.

### Ölgemälde
Die Mehrzahl der Gemälde, die an den Wänden des Chorraums, im Kirchenschiff und auf der Empore hängen, stammen von dem Weißenhorner Maler Konrad Huber. Sie wurden zwischen 1799 und 1818 zur Zeit von Pfarrer Amandus Storr gemalt. Es handelt sich unter anderem um Darstellungen von Mariä Verkündigung, des Martyriums des heiligen Sebastian oder des Letzten Abendmahls.
Rechts und links im Kirchenschiff hängen 14 Ölgemälde mit Darstellungen der Kreuzwegstationen. Die von Martin Dreyer gemalten Bilder entstanden im Jahr 1786 und waren eine Stiftung von Rosalia Ketzer, einer Unterkirchberger Bürgerin.

### Kirchenbänke
Die Wangen der aus dunklem Holz gefertigten Kirchenbänke sind mit kunstvoll geschnitzten Ornamenten verziert.

### Prinzipalien
Der metallene Tabernakel stammt aus den 1950er-Jahren. Auf ihm sind vier Tiere als Symbole christlicher Glaubensinhalte dargestellt. Der Phönix steht für Tod und Auferstehung, der Pelikan für den Opfertod Christi, der Hirsch für den Gott suchenden Menschen und das Lamm für das Opfertier Lamm Gottes.
Der Altar, der Ambo und der Taufstein sind in einheitlichem Erscheinungsbild aus hellem Stein gefertigt worden.

## Außenausstattung

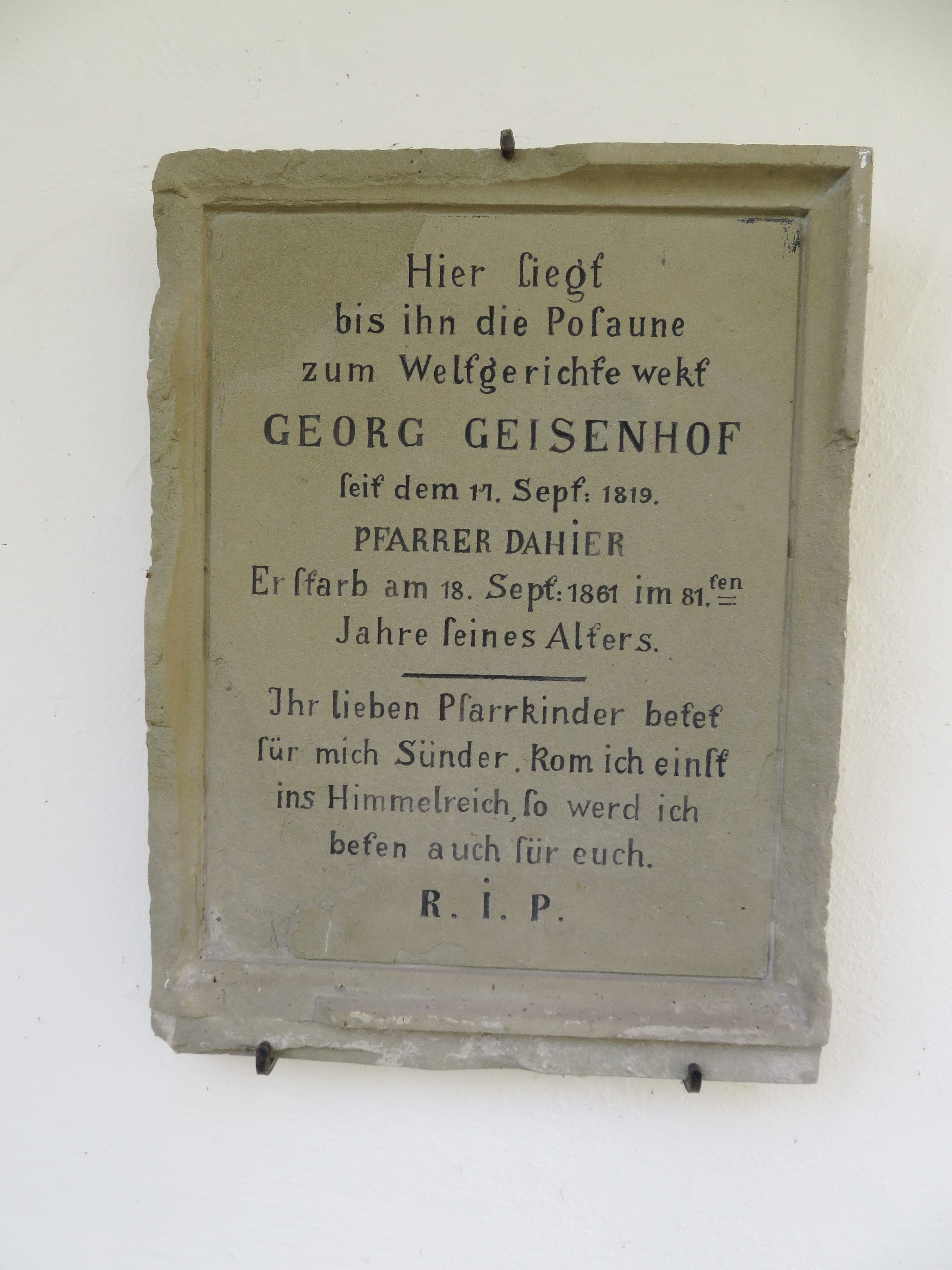
Gedenktafel für Pfarrer Georg Geisenhof (1819–1861)

### Steinrelief
In der Wand über dem Haupteingang der Kirche befindet sich ein großes Steinrelief. Darauf abgebildet ist der heilige Antonius, der das „Antoniusbrot“ an die Armen verteilt. Das Relief wurde 1913/1914 im Zuge des Westanbaus an die bestehende Kirche angebracht. Es wurde der Kirche vom damaligen Dekan Franz gestiftet, nachdem dieser bei einer Lotterie mit einem ihm aufgedrängten Los den Hauptgewinn erhalten hatte.

### Gedenktafeln
An der Nordmauer der Kirche, ebenfalls am Westanbau, erinnert eine in das Mauerwerk eingelassene Steintafel an den Pfarrer Georg Geisenhof, von 1819 bis 1861 in Unterkirchberg wirkte. In der Südmauer der Kirche ist eine weitere Erinnerungstafel eingemauert, zum Gedenken an den Unterkirchberger Architekten Michael Bischof, der als einziger Unterkirchberger Soldat im Deutsch-Französischen Krieg 1870 in der Schlacht bei Champigny ums Leben kam.

### Turmuhr
Die alte Turmuhr der Martinskirche erhielt am 22. Oktober 1827 eine neue Uhrentafel. Die Firma Hörz, ein damals in Ulm ansässiger Fachbetrieb für Turmuhren und Läutemaschinen baute 1930 eine neue elektrische Turmuhr der Größe 5 vom Typ C ein. Das von der alten Uhr stammende Ziffernblatt hatte einen Durchmesser von 1,40 Metern. Die Hörz-Uhr wurde im April 1966 gegen eine vollelektrische Uhr ausgetauscht.

### Kirchturmfigur
In der Südwand des Kirchturms befindet sich ein paar Meter über der Eingangstür in einer kleinen Nische ein steinernes Relief mit dem Motiv des Guten Hirten.

## Orgel

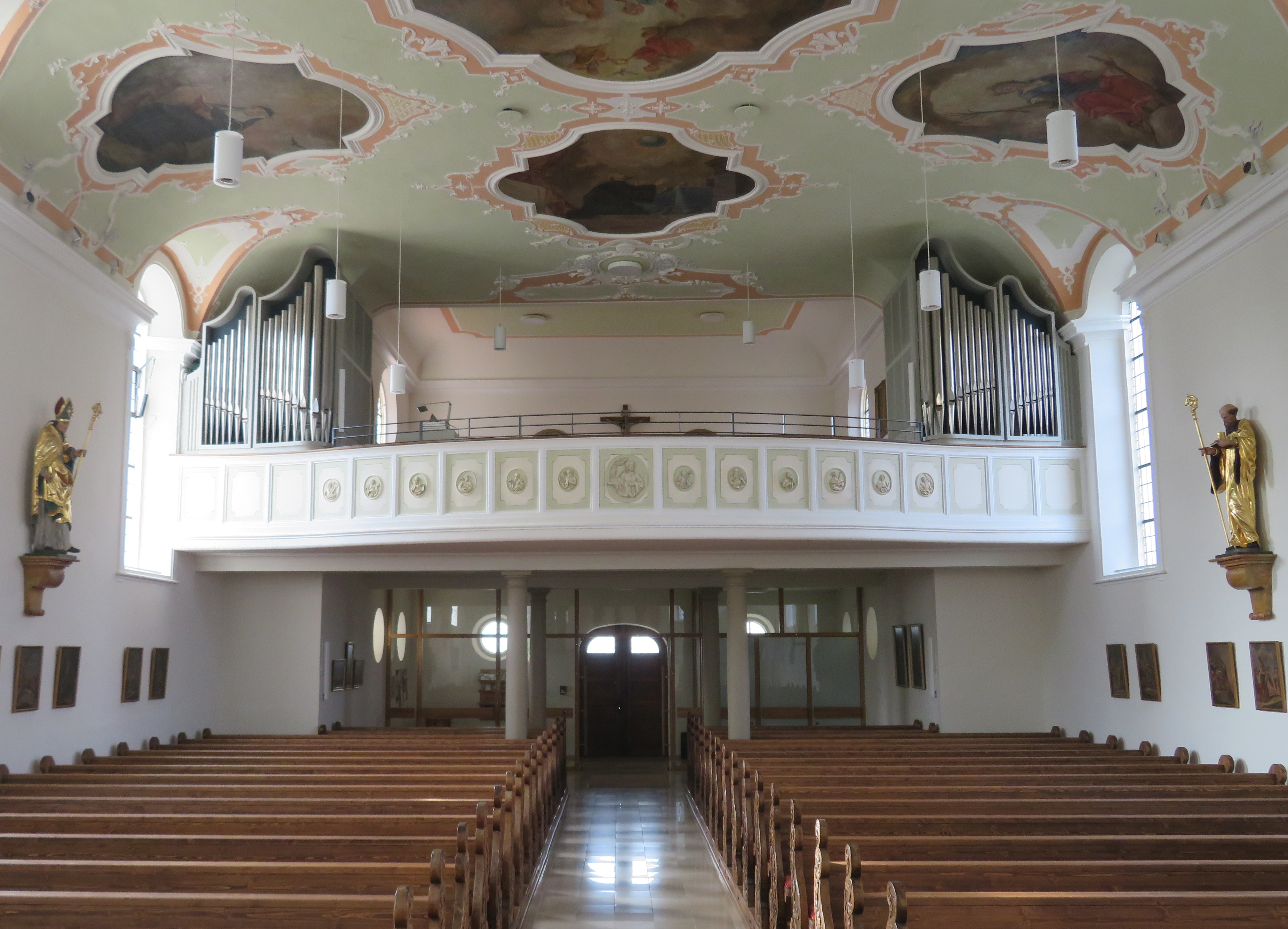
Die Reiser-Orgel auf der Empore

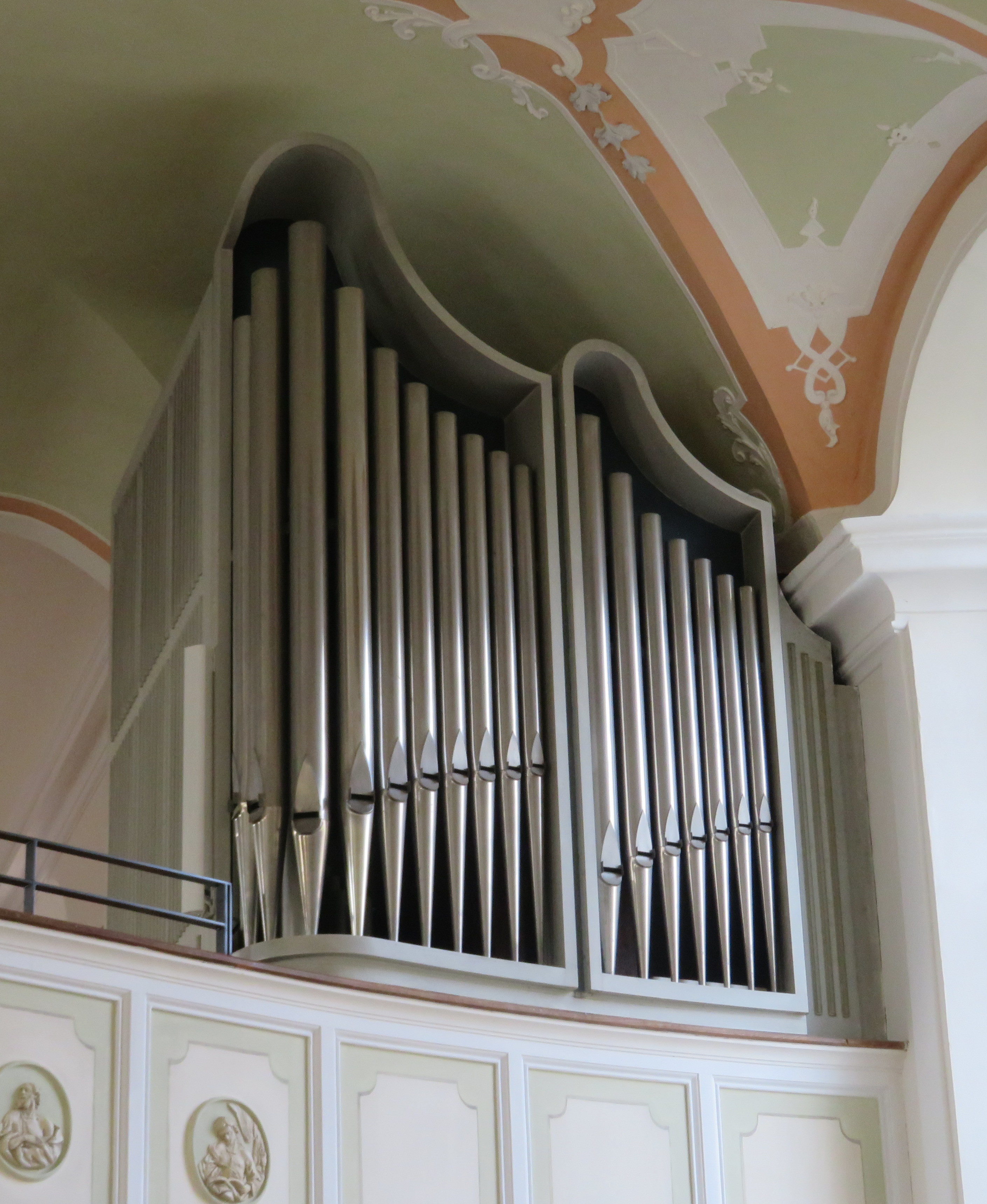
Detail der Orgel (Nordseite)

Bereits im Jahr 1767 wird in einer örtlichen Chronik eine neue Orgel in der Martinskirche erwähnt, die ihren Platz zunächst über der Sakristei hatte und später auf die Empore versetzt wurde. Dieses Instrument hatte folgende sieben Register: Principal, Kopal, Flöte, Quint, Octav, Mixtur und Subbass. Im Jahr 1820 wurde es repariert und neu gestimmt, und Joseph Koetteler aus Donauwörth fertigte eine neue Klaviatur für diese Orgel an. Im November 1841 wurde sie als „ziemlich schadhaft“ für 50 Gulden nach Großschafhausen bei Schwendi verkauft.
Am 9. März 1842 wurde ein Vertrag über den Neubau einer Orgel mit dem Orgelbauer Franz Sales Hechinger abgeschlossen, der ein Jahr später im März 1843 das fertige Instrument lieferte. Es kostete 558 Gulden und hatte gemäß Vertrag folgende acht Register: Principal, Octav, Coppel, Flöte, Viola, Jubel-Flöte, Octavbass und Subbass.
Die Hechinger-Orgel wurde um 1900 nochmals durch ein anderes Instrument mit grundtönigem Klang ersetzt.
Die jetzige Orgel wurde 1972 durch die Biberacher Orgelbaufirma Reiser erbaut. Dabei wurden auch ältere Orgelpfeifen mitverwendet. Das Instrument mit 15 Registern auf zwei Manualen und Pedal hat ein Klangbild an dem einer norddeutschen Barockorgel orientiert. Die Spiel- und Registertrakturen sind mechanisch.
Die Disposition lautet wie folgt:
| I Hauptwerk C–g3 |           |       |
| 1.               | Prinzipal | 8′    |
| 2.               | Gedeckt   | 8′    |
| 3.               | Oktav     | 4′    |
| 4.               | Nasat     | 2 ⁄3′ |
| 5.               | Nachthorn | 2′    |
| 6.               | Mixtur    | 1 ⁄3′ |

| II Nebenwerk C–g3 |                |                |
| 7.                | Rohrflöte      | 8′             |
| 8.                | Schwiegel      | 4′             |
| 9.                | Koppelflöte    | 4′             |
| 10.               | Oktave         | 2′             |
| 11.               | Sifflöte       | 1 ⁄3′          |
| 12.               | Sesquialter II | 2 ⁄3′ + 1 3⁄5′ |
|                   | Tremulant      |                |

| Pedal C–f1 |           |     |
| 13.        | Subbass   | 16′ |
| 14.        | Offenbass | 8′  |
| 15.        | Pommer    | 4′  |

- Koppeln: II/I, I/P, II/P

## Glocken

### Glockengeschichte
Die älteste bekannte Glocke für die Martinskirche war 1685 in der Werkstatt von Theodosius Ernst in Ulm gegossen worden. Sie hatte die lateinische Inschrift Sanctus Martinus Episcopus et Confessor sit pro nobis adud Deum Intercessor („der heilige Bischof und Bekenner Martinus möge uns ein Fürbitter bei Gott sein“). Im alten Glockenturm hingen zwei weitere Glocken. Die kleinere von ihnen trug die Inschrift „Anno 1745 goss mich Gottlieb Korn und Carl Christoph Frauenlob in Ulm“. Als die kleine Glocke 1823 zersprang, wurde sie im Zuge der Reparatur umgegossen und vergrößert.
Von den drei neuen Glocken, die im Jahr 1891 im Tausch für die alten angeschafft worden waren, wurden zwei im Ersten Weltkrieg wieder eingeschmolzen. Die Glockengießerei Grüninger in Villingen goss im Jahr 1935 zwei neue Glocken für die Martinskirche, doch auch im Zweiten Weltkrieg (1942) mussten wieder zwei der drei Glocken als „Kriegsopfer“ abgegeben werden. Nur eine der Glocken aus dem Jahr 1935 ist erhalten. Sie ist dem heiligen Sebastian geweiht.
Im Jahr 1954 ermöglichten Spenden von katholischen und evangelischen Christen die Anschaffung von drei neuen Glocken, die von der Glockengießerei Bachert in Heilbronn gegossen wurden.

### Die heutigen Glocken
Die größte der heute vorhandenen vier Bronzeglocken, die Christusglocke, hat auf der Glockenschulter ein umlaufendes Fries mit Verzierungen aus Kronen und Lilien, und dazwischen ein Siegeszeichen formende Hände. Auf der Flanke trägt sie eine Darstellung von Jesus Christus als König auf der Weltkugel. Sie läutet zum Angelus, bei Taufen und an Sonn- und Feiertagen zur Wandlung.
Die etwas kleinere Marienglocke ist auf der Glockenschulter zwischen zwei Zierstegen mit Girlanden aus Blumen und Blumenvasen verziert. Auf ihrer Flanke ist Maria mit einer Krone und dem Jesuskind dargestellt. Alleine ist diese Glocke nur an Werktagen zur Wandlung zu hören.
Die dritte Glocke heißt St. Josefsglocke oder Antoniusglocke und ist als Totenglöckle bekannt. Sie hat auf ihrer Schulter ein umlaufendes Fries mit Darstellungen von Lilien, Kreuzen, Gesetzestafeln und Ranken. Auf ihrer Flanke sind der heilige Antonius und der heilige Josef jeweils mit dem Jesuskind auf dem Arm dargestellt; Antonius trägt außerdem eine Vase mit einer Lilie, während Josef eine Lilie in der Hand hält.
Die kleinste der vier Glocken ist die älteste, die Sebastiansglocke. Die Gravuren „Unterkirchberg, Württ.“ auf der Glockenschulter sind nur schwer lesbar. Auf der Flanke ist der heilige Sebastian halbnackt und mit Pfeilen durchbohrt reliefartig abgebildet.
| Glocke                     | Masse (kg) | Durchmesser | Schlagton | Glockengießer                        | Jahr | Inschrift                                                                         |
| -------------------------- | ---------- | ----------- | --------- | ------------------------------------ | ---- | --------------------------------------------------------------------------------- |
| Christusglocke             | 980        | 1160 mm     | fis'0-7*  | Glockengießerei Bachert, Heilbronn   | 1954 | „CHRISTVS KÖNIG FVER ZEIT UND EWIGKEIT DEN GEFALLENEN UND VERMISSTEN DICH ERBARM“ |
| Marienglocke               | 560        | 985 mm      | a' 0-8    | Bachert, Heilbronn                   | 1954 | „JVNGFRAU MVTTER KÖNIGIN FVEHR VNS DEINEM SOHNE ZU“                               |
| St. Josefs-/Antoniusglocke | 390        | 865 mm      | h' 0-6    | Bachert, Heilbronn                   | 1954 | „ST. JOSEF VND ST. ANTONIVS, IN NOT VND GEFAHR BEWAHRET VNS“                      |
| Sebastiansglocke           | 270        | 745 mm      | cis'' -9  | Glockengießerei Grüninger, Villingen | 1935 | „S.SEBASTIANE ORA PRO NOBIS“                                                      |

* Bezugston: a' = 435 Hz, Abweichungen in 16tel-Halbtonschritten
Bis Ende der 1950er-Jahre wurden die Glocken noch von Hand mit Seilen geläutet. Heute haben alle vier Glocken Läutemaschinen des Typs Concordia super der Firma Hörz. Eine Audioaufnahme des Vollgeläuts ist auf YouTube verfügbar.

## Epitaphien
Beim Bau der sogenannten „alten Leichenhalle“, die sich im Südosten des Kirchengebäudes innerhalb der Friedhofsmauern befindet, wurden 1954 beidseits der Eingangstür zwei alte Grabplatten senkrecht in die Wand eingelassen. Bei dem rechten Epitaphium handelt es sich um das älteste erhaltene Grabdenkmal des Friedhofs aus dem Jahr 1587, das vermutlich zu einer Angehörigen des Kirchberger Grafenhauses gehört. Das linke Epitaphium ist eine Gedenktafel für den Freiherrn Johannes Jacobus Herold von Hefflingen, der 1697 auf dem Unterkirchberger Friedhof begraben wurde. Diese Grabplatte befand sich bis 1953 neben dem Josefsaltar im Kircheninneren.

## Martinusweg

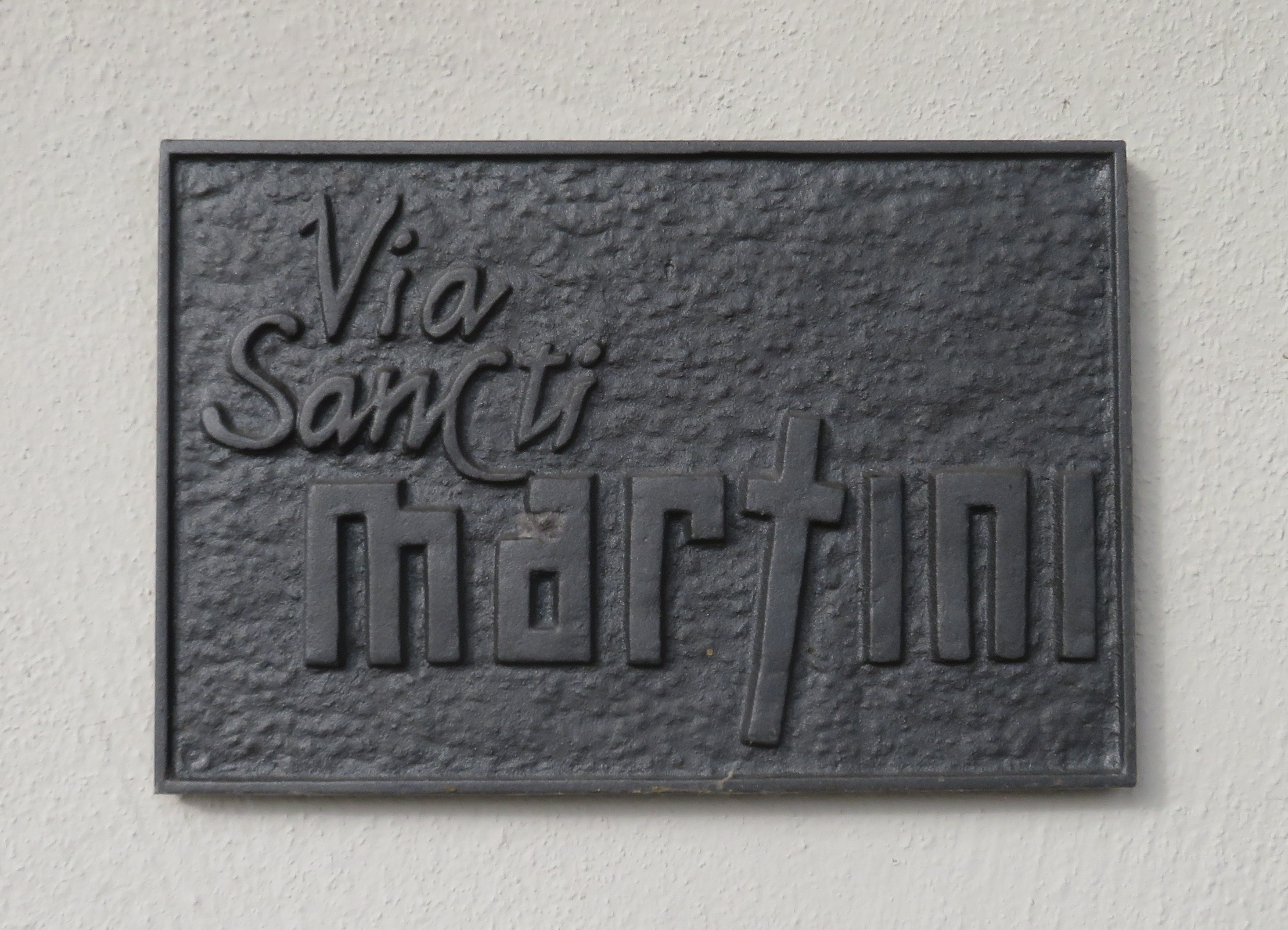
Hinweistafel auf den Pilgerweg Martinusweg

Die Martinskirche in Unterkirchberg liegt an der deutschen Hauptstrecke des europäischen Pilgerwegs Martinusweg, der vom Geburtsort des Heiligen Martin von Tours im ungarischen Szombathely zu seiner Grablege im französischen Tours führt. Von Burgrieden kommend verläuft ein 27 km langes Teilstück des Pilgerwegs über Unterkirchberg weiter nach Ulm. Die an der Südmauer der Unterkirchberger Kirche angebrachte gusseiserne Tafel mit der Aufschrift Via Sancti Martini („Weg des heiligen Martin“) weist auf den Pilgerweg und den Namenspatron hin.

## Nutzung
Die Martinskirche wird regelmäßig für Gottesdienste der katholischen Kirchengemeinde genutzt. Es finden Kirchenkonzerte und Auftritte von Chören statt.